# شهرداری ایزولا
شهرداری ایزولا (به لاتین: Municipality of Izola) یک منطقهٔ مسکونی در اسلوونی است که در اسلوونی واقع شده‌است. شهرداری ایزولا ۲۸٫۶ کیلومتر مربع مساحت و ۱۵٬۹۲۰ نفر جمعیت دارد.

## خواهرخوانده
شهر مونته‌چیاروگولو خواهرخواندهٔ شهرداری ایزولا هست.